# Karsun
Karsun (in russo Карсун?) è un insediamento di tipo urbano della Russia europea, situato nell'oblast' di Ul'janovsk. È il centro amministrativo del rajon Čerdaklinskij.
Si trova 95 km a ovest di Ul'janovsk, sulla riva sinistra del Baryš.